# Abbevilliense
El Abbevillense, Abbevilliense o Prechelense, es un periodo europeo del Paleolítico Inferior cuyo nombre deriva de la localidad francesa Abbeville (valle del Somme), donde se localizaron e identificaron hachas bifaces y los primeros restos líticos.
El Abbevillense se desarrolló en la glaciación de Mindel, es decir, durante el estadio isotópico 15 o 14, aproximadamente (hace algo más de 500.000 años). Es una cultura con bifaces, y es posterior al Paleolítico Inferior Arcaico, cultura con cantos tallados pero sin bifaces propiamente hablando. No es, por lo tanto, la primera cultura europea, aunque durante mucho tiempo se creyó que sí. Los hallazgos se circunscriben al sur de Europa occidental.
El utensilio principal (es lo que se denomina "fósil director") es el hacha de mano bifacial (bifaz) obtenida a partir de alguna roca de rotura concoidea (cuarcita, sílex), por percusión dura, mediante eliminación de grandes lascas; estos bifaces abbevillenses presentan aristas laterales cortantes, pero muy sinuosas y una punta poco trabajada. Había sin duda útiles sobre lasca pero son más escasos. En cambio, son abundantes, también, los cantos tallados.
De esta época son los primeros indicios de la existencia de fuego en Europa.
Las últimas tendencias en la investigación se inclinan a no considerar al Abbevillense como una cultura independiente, sino que simplemente sería parte del Achelense más antiguo. Sin embargo, dado que el bifaz de talla arcaica y morfología poco cuidada es muy característico, se puede hablar entonces de bifaces de estilo abbevillense.